# Velkopolské povstání (1806)
Velkopolské povstání v roce 1806 vzniklo v té části Polska, kterou při druhém dělení Polska (1793) okupovalo Prusko. Organizoval je generál Jan Henryk Dąbrowski na pomoc francouzské armádě Napoleona Bonaparte, která v rámci tzv. Čtvrté koaliční války bojovala v Prusku. Povstání bylo úspěšné a vedlo ke zřízení Varšavského knížectví pod francouzskou patronací. Po Napoleonově pádu (1814) zřídil Vídeňský kongres z jeho velké části tzv. Kongresové Polsko, zprvu poměrně samostatné.